# ナガハマヒロキの週刊リッスン
『ナガハマヒロキの週刊リッスン』（ナガハマヒロキのしゅうかんリッスン）は、2021年4月3日からRBCiラジオ（琉球放送）で毎週土曜日10:00 - 14:00（日本標準時）に放送されているラジオ番組。2022年日本民間放送連盟賞ラジオ生ワイド部門全国優秀賞、九州・沖縄ブロック地区最優秀賞受賞。

## 概要
2021年4月放送開始。「聴く週刊誌」を番組のコンセプトとしており、ローカル、カルチャー、エンタメなど様々なトピックを目次のように落とし込んで発信していく番組。
前番組『嘉大雅のサタデーマグネット（サタマグ）』のMCだった嘉大雅（琉球放送アナウンサー）が、RBCテレビで同時間帯に放送されている生放送番組『Aランチ』の2代目MCに就任するため、その後継番組として放送開始。ナガハマヒロキにとって初の長時間生ワイド番組であり、番組内では編集長の肩書を持っている。なおこのレギュラー出演と前後して、ナガハマは同局だけでなく沖縄各局の番組（ラジオ沖縄『しんちゃんヒロちゃんごきげんラジオ』『馬ヤロー』、エフエム沖縄『Connect』金曜MC など）にも出演、県内の人気ラジオMCとして活躍している。

### パーソナリティー
- ナガハマヒロキ（ディレクターと兼務、番組では「編集長」の肩書きを持っている。2023年4月3日からは『アップ!!』月・火MC、同年10月2日からは月・火・水MCを兼務）

## 主なコーナー
☆印は、前番組『嘉大雅のサタデーマグネット』から継承したコーナー。なお時間はあくまで目安。ナガハマの裁量でコーナー開始時刻がずれ込むこともある。
一部（ニュース・天気予報など）を除き、番組オープニングを含む各コーナータイトルコールは、FM沖縄『Connect』月 - 木パーソナリティーのDJタイシロウ（比嘉大志朗 (@tai_higa) - Instagram）が担当（対象は◆印）。
- 今週の巻頭グラビア (第1部・10:20頃)◆

週刊誌の冒頭にあるグラビアコーナーのように編集長ナガハマ自身がモデルとなり、撮影した写真をナガハマの合図でTwitterへ10分間限定で公開される。公開された画像は「保存・リツイート・引用リツイートOK。ただし二次使用は禁止」がルールとなっている。画像が添付されたツイートは投稿から10分後（10:30頃）に削除される。グラビアアイドルをイメージしているため女性用の水着・浴衣等を着用する事がほとんどで、露出の激しい衣装がリスナー（ナガハマいわく「いかれリスナー」）から送られてくる事も多々ある。画像公開前に構成作家・照屋によるポエムが入る。
2022年3月に行われたオンラインオフ会では生着替え・生撮影会のコーナーが設けられた。
- 花の藤商 ずみぱな（第1部・10:25頃） ☆

土曜朝の過去のワイド番組『SWISH!』→『サタデースクール Ohana』→『サタマグ』から継承しているコーナー。沖縄県内でチェーン展開しているフラワーショップ「花の藤商」提供。同社社長である豊里大器と季節の花の話やセールの話題など、フリートークを展開する。
- 今週の特集 （第1部・10:30頃）◆

番組の目玉的コーナー。ナガハマ編集長自らが様々なスポットへ出向いての取材を交え、毎週一つのテーマについて掘り下げたり、精通したゲストを招き入れてのインタビューを行ったりする。テーマについては沖縄の産業、農業、食、教育から音楽、スポーツなど幅広く取り扱う。
- 現地特派員ネットワーク （第1部・11:00頃）◆

リスナーが現地の情報をタレこむコーナー。沖縄県内を中心に各地方の隠れ名物スポットやグルメ情報等ジャンルは様々。1回の放送で約4か所の情報が流れる。対象となる地域に制限はなく、radikoプレミアムで聴衆している県外リスナーからの情報が流れることもある。
当コーナーはリスナーであれば誰でも参加が可能となり、オンエア週の木曜日までに携帯電話等のボイスレコーダー機能で録音した音声データを番組メールアドレスに送り、採用されると音声データが流れる。
- ゲストコーナー （第2部・12:05頃。ゲストが2組いる場合は13:30過ぎにも組まれる）☆◆

様々なジャンルのゲストを迎えてのトークコーナー。
- RBCニュース・天気予報（第2部・12:20頃） ☆

当日のテレビ・ラジオでのニュース担当のシフトに入っているRBCアナウンサーが担当。土方浄担当時はニュースが講話のような読み方になるのが特徴。天気予報が終わった後にはナガハマとアナウンサーとの軽いトークパートがあることが多く、その際ナガハマが各々アナウンサーごとにBGMを流しながら以下のようにタイトルコールを行う。
- きよし君あ～そ～ぼっ→ハイサイ土方さん（別名：きよしさんハイサイ！・ハイサイきよしさん！）

土方浄がRBCニュース担当回のタイトルコール。トーク中の冒頭のBGMは桑田佳祐『Soulコブラツイスト〜魂の悶絶』。
- 美涼を、ゲットだぜ！

仲村美涼がRBCニュース担当回のタイトルコール。トーク中の冒頭のBGMは松本梨香『めざせポケモンマスター』。
- ヒロムに逢うため I Was Born.

鎌田宏夢がRBCニュース担当回のタイトルコール。。トーク中の冒頭のBGMはQueen『I Was Born To Love You』。
- ね～え？沖野さん！（別名：アヤチマ？アヤチマぁ～♪・寄ってってよぉアヤチマ♪・ね～ぇ？アヤチマぁ？アヤチマぁ～？・沖野綾亜お悩み寺！）

沖野綾亜がRBCニュース担当回のタイトルコール。トーク中冒頭のBGMはYUKI『JOY』。
- こんにちは！三原さん♪（別名：ふうかさーん！あそぼうよー！ふうかさーん！・ね～え？三原さん！・楓花！ヨーソロー！ヨーソロー！！・楓花が笑えば♪・三原さん、よろしくお願いします♪）

三原楓花がRBCニュース担当回のタイトルコール。トーク中冒頭のBGMは長渕剛『Captain of the Ship』→AI『ハピネス』
- るーちゃん♪（別名：かみやしゃーん！！、神谷エンジェル！、「かみゃっるーなっ！（LADY NAVIGATIONのノリで）」）

神谷留菜がRBCニュース担当回のタイトルコール。トーク中冒頭のBGMはB'z『OCEAN』また『BLOWIN'』または『太陽のKomachi Angel』または『LADY NAVIGATION』
- RBC J-POP 10 （第2部・12:50頃）☆◆

県内のCDショップ4店舗（サウンドボックスミツトモ・タワーレコード那覇店・HMV＆BOOKS OKINAWA・普久原楽器）の総合CDセールスランキングを基に作成したRBC独自の邦楽ランキング。当番組ブログとは別に、J-POP10専用のブログページが設けており、そこでもその週のランキングが掲載されている。
- よしもとゆんたくはんたく  （第2部・13:00頃）☆◆

前々身の『田久保諭の日曜ポーレポーレ』から『嘉大雅のサンデーマグネット』→『サタマグ』を経て継承しているコーナー。よしもとエンタテインメント沖縄所属のお笑い芸人が2～3名出演し、イベント告知・トークを繰り広げる。
- メガネ1番 週末天気予報 （第2部・13:20頃）☆

「ずみぱな」同様過去の土曜ワイド番組から継承しているコーナー。沖縄県内で展開する眼鏡チェーン店「メガネ1番」提供。地元沖縄・西表島出身のオキナワンミュージシャン池田卓の『海賊船』（アルバム『舵』1曲目収録、メガネ1番CMイメージソング）をBGMにのせて県内の週末の天気をナガハマが伝える。
- ラジオカーレポート（不定期）

普段はラジオカーレポートは設けていないが、番組後半に不定期でラジオカーレポーターが本島各地にレポートすることがある。
レポーター…砂邊由美、喜納真愛子、宝眞栄日也美のいずれかが担当する。かつては普久原実咲（2024年3月で降板）も担当した。
- 今週のレコメンド （第2部・13:50頃）◆

那覇市のライブハウス「Output」の店長と番組がタイアップ。店長イチ押しのアーティストの曲とOutputのライブ情報をお伝えする。
- エンディング（第2部・13:55頃）

番組特製トートバッグ（以前はTシャツ）が当選したリスナーに電話を繋ぐ。尚、電話に出られなかった場合もトートバッグはプレゼントされる。

### 過去のコーナー
- Bランチ

番組放送中の11:57～12:58に同局のテレビで放送されている『Aランチ』の出演を終えたばかりの嘉大雅（RBCアナウンサー）が出演し、当日放送された内容を振り返りながらトークを展開するコーナー。前述の通り『Bランチ』が2022年4月2日より単独番組化されるのに伴い、コーナーとしての放送は同年3月26日を以って終了。

## 放送時間
| 期間                         | 放送時間                                      |
| ---------------------------- | --------------------------------------------- |
| 2021年4月7日 - 2022年3月26日 | - 10:00-11:45（第1部） - 12:00-14:00（第2部） |
| 2022年4月2日 - 2022年7月30日 | - 10:00-11:30（第1部） - 12:00-14:30（第2部） |
| 2022年8月6日 -               | - 10:00-11:30（第1部） - 12:00-14:00（第2部） |

- 11:30-12:00には『只今いきものんちゅ』が放送されるため一時中断。なお、2022年3月までは11:45-12:00に『きゃんひとみの琉球花物語』が放送されていたが、『沖野綾亜のチルドキ!!』の内包番組だった『いきものんちゅ』と枠を交換した。
- 2022年4月2日からは放送時間が30分拡大し、14:30までの生放送になった。しかし、8月6日から14:00にTBSラジオ制作の30分番組『Nissho プレゼンツ 渡部絵美の住まいるハウス』がスタートしたため、14:00終了に戻っている[注 2]。
- 毎年12月第2週は『RBCiラジオまつり』を放送するため当番組は休止となる。このほか2023年1月28日は『具志堅ストアー うるま市産業まつりスペシャル』[5]と『RBCiラジオ教育特別番組』[6]放送のため、2023年3月4日は『ゆかる日 まさる日 さんしんの日』放送のため休止となった。
- 第1部のみの放送となる場合、RBCニュースなど第2部のコーナーは基本休止となるが、「RBC J-POP 10」と「メガネ1番 週末天気予報」については10時台に移動して放送される。また第2部のスポンサーは11時台に付く。
- まれに第2部のみの放送となる場合は第1部のコーナーは基本休止。「ずみぱな」のスポンサーの花の藤商はCMのみを流す。

## 恒例企画
- クソエピソードリクエスト

番組が第1部のみなどの短縮放送となったときの企画。ほかの番組には出せない、どうしようもないクソみたいな話とそれにちなんだリクエストを紹介する。オープニングアクトは前田ロマーシアが毎回担当。
- 知念だしんいちろう宅年末大掃除

2022年7月に新築した知念だしんいちろうの自宅を特集したこともあり、年末になるとナガハマが訪問して大掃除を行う企画。しかし風呂場やBBQグリル、書斎を念入りに掃除したあとで、勝手に入浴をする、持ってきた具材でバーベキューをやる、書斎においてある日記を読む、冷蔵庫を物色する、私物をリスナープレゼントさせるなど、喜んでもらいたいという気持ちとは裏腹にはた迷惑な行動を起こす。ゆえにナガハマが訪問するのを決まって拒否される、という流れになっている。
2025年4月12日の放送では4月7日に誕生日を迎えた知念だしんいちろうを祝福するため、事前に番組で募集していたお祝いのプランを用意して誕生日当日に邸宅へ突撃。ナガハマの双子の兄であるヨシキカーニバルをゲストに自宅で爆音(ギターノイズ)を流しながら邸宅の住所をシャウトしたり、コロンビアの新年の祝い方に倣ってスーツケースを引きずって家の周りを全速力で走ったり、宮古島の厄払い・パーントゥに倣って泥だらけになりながら知念だしんいちろうに抱き着いたりなどして誕生日を祝った。祝福後には恒例となった邸宅での入浴も行っている。この企画でSNSでは瞬間的にこの日の日本のトレンドで第2位となった。
- ナガハマ編集長自腹プレゼント企画

年末恒例企画。ナガハマが自腹で購入した豪華食材などをリスナーにプレゼント。ナガハマ自らが自宅まで届ける。
- 沖縄のお笑いニューカマー特集

沖縄のお笑い3大事務所と言われているオリジン、FEC、よしもと沖縄期待のお笑い芸人を紹介。特集パートではオリジンとFECを取り上げ、よしもと沖縄は「よしもとゆんたくはんたく」のコーナーを使って紹介する。2023年までは年始の企画だった。

## イベント
- 2022年3月19日、番組初となるオンラインオフ会を開催。琉球放送独自のライブ・ストリーミング配信サイト「RBC Live STORE」にて有料配信された。配信チケットにはオンラインオフ会のみの視聴が可能となる「視聴チケット」・視聴チケットに実際の週刊誌を模した公式ガイドブックが付いた「別冊リッスンセット」・さらにはこれらに加えて配信終了後にZoomにて配信される「反省会」と題した延長戦までが視聴可能となるチケットのセットが販売された。オンラインオフ会はアーカイブ視聴可能で、配信後もチケットを購入すれば視聴出来る。
- 2024年3月30日、2度目となるオンラインオフ会をリポリポメンバー（普久原実咲、宝眞榮日也美、喜納真愛子）と共同開催。タイトルは『週刊リッスン オンライン増刊号 2024春 ～ハラミ―卒業!? リポリポ大大大特集～』。ナガハマ発案により企画内容のテーマを「平成バラエティ」とし、出演者が身体を張ったものや現代の地上波で流せないノリの企画を実施した。前回同様「RBC Live STORE」にて有料配信。アーカイブ視聴可能で、配信後もチケットを購入すれば視聴出来る。

## 受賞
- 2022年7月7日に日本民間放送連盟賞の九州・沖縄ブロックラジオ生ワイド放送部門で最優秀賞を、11月8日には全国同部門で2位となり優秀賞を受賞した[1]。内容は2021年8月に放送した「勝手に離島フェア」の特集回で、各離島とリレーで電話を繋ぐ企画だった。この件でナガハマは自身の個人事務所オフィスファンファーレのブログで「僕はスタジオで爆笑しているだけだったのに、こうやって上がらせて頂いて感謝です！」と語った[2]。受賞した回は、2022年12月31日12:00に『週刊リッスン』の特別号外として特集の「離島フェア」のみ1時間の再編集で放送された[注 3]。

## 備考
- 公式サイトでのタイトルは『ナガハマヒロキの週刊リッスン』だが、番組内で読み上げられるタイトルと番組の公式Twitterアカウントは『ナガハマヒロキ 週刊リッスン』であり、「の」は含まれていない。これについてナガハマ本人は「番組は自分だけのものでない為」と語っている。
- 共通の挨拶は「おはリッスン」「こんにちリッスン」など。元々はダサいと嫌がっていたナガハマだったが、ある朝「おはリッスン」から始まる投稿を読み「もうオフィシャルにしましょう」と発言。このほか番組のリスナーを「リッスンナー」と呼ぶ流れも起きつつある。[12]
- 2022年1月22日の放送ではナガハマが新型ウイルス罹患の可能性で自宅待機となったため、稲森彩アナウンサーがピンチヒッターを担当した。[13]
- 2022年4月9日の放送にて、オンラインオフ会視聴チケットと同時に販売された公式ガイドブック「別冊リッスン」の校了・購入者への発送が報告された。[14]
- 2022年4月16日の放送にて、前日にナガハマに第3子が誕生した事が報告された。
- 2023年8月5日は台風接近で番組内でも随時台風情報を伝える中、娘2人の彼氏が泊まりに来ていることを朝になって初めて知った父親からのメールが届き、急遽電話を繋ぎ、彼氏との初対面など一部始終をリアルタイムで伝えた。この音源は2024年6月7日の『ラジオの神回 テレビで語る』でも放送されている。[15][16]
- ナガハマは『アップ!』のパーソナリティー就任に伴い、「RBCiラジオまつり」の「番組対抗カラオケ歌合戦」には2023年、2024年と当番組ではなく『アップ!』チームで出場している。このためか2023年の「RBCiラジオまつり」で販売された、公式グッズのTシャツにプリントできる番組ロゴのラインナップの中に当番組は入っておらず、ナガハマが番組内で苦言を呈していた。この訴えもあり翌2024年はプリントのラインナップに入っている。[17]
- 2024年5月18日の放送では、ナガハマがこの日のニュース担当だった沖野綾亜とのトークパートでラジオパーソナリティーとしての悩みを突如打ち明けた。悩み相談は12時台だけでは収まりきらず「RBC J-POP 10」のコーナーを13時台にずらしたほか、13時台のコーナー（「よしもとゆんたくはんたく」「メガネ1番 週末天気予報」）のあとにも時間を設け、トークパートの時間は実に30分近くにおよんだ。[18]

## 制作スタッフ
- 放送作家：照屋勇樹
- プロデューサー：多和田真梨奈